# Мамулян, Рубен
Рубе́н Заха́рьевич Мамуля́н (арм. Մամուլյան Ռուբեն Զաքարի, англ. Rouben Mamoulian, 8 октября 1897, Тифлис — 4 декабря 1987, Лос-Анджелес) — американский режиссёр армянского происхождения. Режиссёр первого в истории цветного полнометражного фильма «Бекки Шарп». Мамулян считается одним из величайших кинематографистов своего поколения.
Фильмы, срежиссированные Мамуляном, 12 раз были номинированы на премию Оскар. Его фильмы были основополагающими в своих жанрах. Три фильма Мамуляна («Аплодисменты», «Бекки Шарп», «Знак Зорро») были включены в Национальный реестр американских фильмов.

## Биография

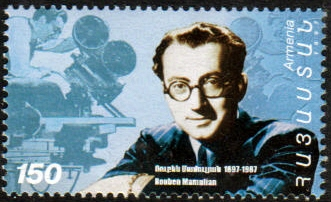
Мамулян на почтовой марке Армении, 1997 год

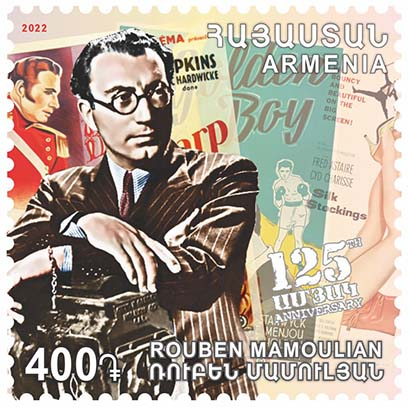
Мамулян на почтовой марке Армении, 2022 год

Рубен Мамулян родился 8 октября 1897 года в Тифлисе в армянской семье. Отец его, Захария Мамулян, был банкиром, мать, Виргиния Егоровна Мамулян, — актрисой.
В шесть лет его отправили в Париж, и до десяти лет он учился в лицее Монтен, где его товарищем по классу был Рене Клер.
Учился на юридическом факультете Московского университета, три месяца посещал курсы Вахтангова при Второй студии МХТ.
Эмигрировал в Великобританию, а в 1923 году — в США, где нашёл работу в Истменовской школе музыки. Увидев театральные постановки Мамуляна в Лондоне и в Париже, Джордж Истмен попросил его приехать в Рочестер (штат Нью-Йорк), чтобы помочь организовать оперную студию и ставить спектакли в оперном театре. Мамулян вспоминал: «В „Истмен-театре“ я ставил оперы два с половиной года. Там у меня оформились основные взгляды на театральное искусство, там я нашел себя». Среди прочего, Мамулян руководил премьерными постановками оперы «Порги и Бесс» (1935) Гершвина и мюзикла «Оклахома!» (1943) Роджерса-Хаммерстайна.
С конца 1920-х годов Мамулян работал в Голливуде. В его фильмах снимались Марлен Дитрих, Рита Хейворт, Грета Гарбо, Фредерик Марч, Гэри Купер, Морис Шевалье.
В 1930 году получил гражданство США.
В 1935 году Мамулян снял первый в мире полнометражный фильм в цвете — «Бекки Шарп».
Фильмы Мамуляна в своей массе имели успех, но его тяга к экспериментированию (он первым стал применять голос за кадром как аналог внутреннего монолога главного героя) и внимательность к образному строю, подчас в ущерб линейному развёртыванию повествования, настораживали студийных боссов.
И. А. Ильф и Е. П. Петров, побывав в Голливуде, писали в «Одноэтажной Америке»: «Разговоры с Майлстоуном, Мамуляном и другими режиссерами из первого десятка убедили нас в том, что эти прекрасные мастера изнывают от пустяковых пьес, которые им приходится ставить. Как все большие люди в искусстве, они хотят ставить значительные вещи. Но голливудская система не позволяет им этого».
С конца 1930-х годов Мамулян всё больше работал в театре. Он дважды приступал к съёмкам фильмов — «Лора» (1944) и «Клеопатра» (1963), но из-за конфликтов на съёмочной площадке не смог закончить ни тот, ни другой.
В конце 1950-х годов Мамулян фактически вышел на пенсию.
Оставив кинематограф, он полностью отдался редакторской работе, а в 1965 году опубликовал собственный перевод «Гамлета» со староанглийского языка на современный под названием «„Гамлет“ Шекспира. Новый вариант» (англ. Shakespeare’s “Hamlet”. A New Version), в котором заменил те слова, которые вышли из употребления или приобрели другой смысл.
Пьеса в этом переводе была поставлена в театре Кентуккского университета.
Мамулян участвовал в жизни армянской диаспоры США, в 1971 году посетил Советскую Армению.

## Наследие и память
- Звезда с именем Мамуляна установлена на голливудской «Аллее славы».
- Введён в Зал славы американского театра в 1981 году[9].
- В 1997 и 2022 годах были выпущены почтовые марки Армении, посвящённые Мамуляну.
- Мемориальная доска в Тбилиси (улица Санкт-Петербургская, 13)[10]
- На кинофестивале в Сиднее есть награда, названная в его честь: премия Рубена Мамуляна за лучшую режиссуру австралийского короткометражного фильма.

## Фильмография
- 1929 «Аплодисменты» / Applause

- 1931 «Городские улицы» / City Streets
- 1931 «Доктор Джекилл и мистер Хайд» / Dr. Jekyll And Mr. Hyde
- 1932 «Люби меня сегодня» / Love Me Tonight
- 1933 «Королева Кристина» / Queen Christina
- 1933 «Песнь песней» / The Song of Songs
- 1934 «Мы снова живы» / We Live Again
- 1935 «Бекки Шарп» / Becky Sharp
- 1936 «Отчаянный парень» / The Gay Desperado
- 1937 «Высокий, широкоплечий и красивый» / High, Wide and Handsome
- 1939 «Золотой мальчик» / Golden Boy
- 1940 «Знак Зорро» / The Mark of Zorro
- 1941 «Кровь и песок» / Blood and Sand
- 1942 «Кольца на её пальцах» / Rings on Her Fingers
- 1948 «Летние каникулы» / Summer Holiday
- 1952 «Дикое сердце» / The Wild Heart
- 1957 «Шёлковые чулки» / Silk Stockings
- 1963 «Клеопатра» / Cleopatra